# Sjalqar
Sjalqar (kazakiska: Шалқар, ryska: Шалкар, Sjalkar) är en ort i Kazakstan.   Den ligger i oblystet Aqtöbe, i den västra delen av landet, 1 000 km väster om huvudstaden Astana. Antalet invånare är 27 399.